# Torneo de Transición Femenino 2020 (Chile)
El Campeonato Nacional de Transición de la Primera División de Fútbol Femenino 2020 fue el vigésimo primer torneo de la Primera División de fútbol femenino de Chile. El torneo se inició el 31 de octubre y finalizó el 20 de diciembre de 2020.

## Sistema
Los 16 equipos serán divididos en 2 grupos de 8 participantes cada uno, en donde se enfrentarán todos-contra-todos, en una rueda, totalizando una cantidad de 7 fechas. Los equipos que finalicen entre las primeras dos posiciones clasificarán a la instancia de semifinales de play-offs, para determinar al campeón.

## Localización

### Ubicación
| Equipo                    | Región        | Comuna o ciudad        |
| ------------------------- | ------------- | ---------------------- |
| Deportes Iquique          | Tarapacá      | Iquique                |
| Deportes Antofagasta      | Antofagasta   | Antofagasta            |
| Deportes La Serena        | Coquimbo      | La Serena              |
| Everton                   | Valparaíso    | Viña del Mar           |
| Santiago Wanderers        | Valparaíso    | Valparaíso             |
| Audax Italiano            | Metropolitana | Santiago (La Florida)  |
| Colo-Colo                 | Metropolitana | Santiago (Macul)       |
| Palestino                 | Metropolitana | Santiago (La Cisterna) |
| Santiago Morning          | Metropolitana | Santiago (Recoleta)    |
| Universidad Católica      | Metropolitana | Santiago (Las Condes)  |
| Universidad de Chile      | Metropolitana | Santiago (Nuñoa)       |
| Cobresal                  | O'Higgins     | El Salvador            |
| Fernández Vial            | Biobío        | Concepción             |
| Universidad de Concepción | Biobío        | Concepción             |
| Deportes Temuco           | Araucanía     | Temuco                 |
| Deportes Puerto Montt     | Los Lagos     | Puerto Montt           |

| Audax Italiano Universidad de Chile Colo-Colo Palestino Santiago Morning Universidad Católica |

## Información
| Equipo                    | Ciudad                 | Entrenador          | Estadio                              |
| ------------------------- | ---------------------- | ------------------- | ------------------------------------ |
| Audax Italiano            | Santiago (La Florida)  | Juan Lobos          | Bicentenario de La Florida           |
| Cobresal                  | Santiago (Puente Alto) | Claudio Fuentes     | Municipal de Puente Alto             |
| Colo-Colo                 | Santiago (Macul)       | Vanessa Arauz       | Monumental                           |
| Deportes Antofagasta      | Antofagasta            | Aldo Chanampa       | Regional Calvo y Bascuñán            |
| Deportes Iquique          | Iquique                | Andrés Carrasco     | Cancha Raúl Duarte                   |
| Deportes La Serena        | La Serena              | Pablo Guerra        | Complejo Los Llanos                  |
| Deportes Puerto Montt     | Puerto Montt           | Sebastián Hernández | Estadio Antonio Varas (Puerto Montt) |
| Deportes Temuco           | Temuco                 | Eric Martínez       | Complejo M11                         |
| Everton                   | Viña del Mar           | Mario Vera          | Centro Deportivo Everton             |
| Fernández Vial            | Concepción             | José Luis Espinoza  | Municipal de San Pedro de La Paz     |
| Palestino                 | Santiago (La Cisterna) | Claudio Quintiliani | Complejo Deportivo La Cisterna       |
| Santiago Morning          | Santiago (Peñalolén)   | Paula Navarro       | Municipal de Peñalolén               |
| Santiago Wanderers        | Valparaíso             | Felipe Reyes        | Estadio Elías Figueroa               |
| Universidad Católica      | Santiago (Las Condes)  | Ronnie Radonich     | San Carlos de Apoquindo              |
| Universidad de Chile      | Santiago (Ñuñoa)       | Carlos Véliz        | Centro Deportivo Azul                |
| Universidad de Concepción | Concepción             | Nilson Concha       | Aníbal Pinto                         |

## Fase Grupal

### Grupo A
| Pos. | Equipo                | Pts. | PJ | G | E | P | GF | GC | Dif. |  |
| ---- | --------------------- | ---- | -- | - | - | - | -- | -- | ---- |  |
| 1    | Santiago Morning      | 21   | 7  | 7 | 0 | 0 | 43 | 5  | +38  |  |
| 2    | Palestino             | 15   | 7  | 5 | 0 | 2 | 31 | 9  | +22  |  |
| 3    | Audax Italiano        | 13   | 7  | 4 | 1 | 2 | 20 | 17 | +3   |  |
| 4    | Santiago Wanderers    | 13   | 7  | 4 | 1 | 2 | 16 | 17 | −1   |  |
| 5    | Deportes Puerto Montt | 7    | 7  | 1 | 4 | 2 | 12 | 15 | −3   |  |
| 6    | Everton               | 5    | 7  | 1 | 2 | 4 | 10 | 18 | −8   |  |
| 7    | Deportes Iquique      | 3    | 7  | 1 | 0 | 6 | 5  | 38 | −33  |  |
| 8    | Deportes Temuco       | 2    | 7  | 0 | 2 | 5 | 7  | 25 | −18  |  |

 Fuente: ANFP
     Acceden a las Semifinales.

### Grupo B
| Pos. | Equipo                    | Pts. | PJ | G | E | P | GF | GC | Dif. |  |
| ---- | ------------------------- | ---- | -- | - | - | - | -- | -- | ---- |  |
| 1    | Universidad de Chile      | 21   | 7  | 7 | 0 | 0 | 42 | 6  | +36  |  |
| 2    | Colo-Colo                 | 16   | 7  | 5 | 1 | 1 | 25 | 8  | +17  |  |
| 3    | Universidad de Concepción | 13   | 7  | 4 | 1 | 2 | 23 | 18 | +5   |  |
| 4    | Deportes Antofagasta      | 12   | 7  | 4 | 0 | 3 | 19 | 17 | +2   |  |
| 5    | Universidad Católica      | 11   | 7  | 3 | 2 | 2 | 14 | 13 | +1   |  |
| 6    | Fernández Vial            | 4    | 7  | 1 | 1 | 5 | 14 | 21 | −7   |  |
| 7    | Cobresal                  | 3    | 7  | 1 | 0 | 6 | 10 | 36 | −26  |  |
| 8    | Deportes La Serena        | 1    | 7  | 0 | 1 | 6 | 6  | 34 | −28  |  |

 Fuente: ANFP
     Acceden a las Semifinales.

## Fase Final
|  | Semifinales 16 de diciembre | Semifinales 16 de diciembre | Semifinales 16 de diciembre |                      |    | Final 20 de diciembre | Final 20 de diciembre | Final 20 de diciembre |  |
|  |                             |                             |                             |                      |    |                       |                       |                       |  |
|  |                             |                             |                             |                      |    |                       |                       |                       |  |
|  | A1                          | Santiago Morning            | 3                           |                      |    |                       |                       |                       |  |
|  | A1                          | Santiago Morning            | 3                           |                      |    |                       |                       |                       |  |
|  | B2                          | Colo-Colo                   | 0                           |                      |    |                       |                       |                       |  |
|  | B2                          | Colo-Colo                   | 0                           |                      | A1 | Santiago Morning      | 2                     |                       |  |
|  |                             |                             |                             |                      | A1 | Santiago Morning      | 2                     |                       |  |
|  |                             |                             | B1                          | Universidad de Chile | 0  |                       |                       |                       |  |
|  | B1                          | Universidad de Chile        | B1                          | Universidad de Chile | 0  | 1                     |                       |                       |  |
|  | B1                          | Universidad de Chile        |                             |                      |    | 1                     |                       |                       |  |
|  | A2                          | Palestino                   | 0                           |                      |    |                       |                       |                       |  |
|  | A2                          | Palestino                   | 0                           |                      |    |                       |                       |                       |  |
|  |                             |                             |                             |                      |    |                       |                       |                       |  |

## Campeón
|                  |
| Campeón          |
| Santiago Morning |
|                  |

### Goleadoras
- Actualizado: 20 de diciembre de 2020

| Jugadora          | Equipo               | Goles |
| ----------------- | -------------------- | ----- |
| Daniela Zamora    | Universidad de Chile | 12    |
| Verónica Riquelme | Palestino            | 11    |
| Yenny Acuña       | Santiago Morning     | 10    |
| Karen Araya       | Santiago Morning     | 10    |
| Paola Villamizar  | Santiago Morning     | 8     |
| Yael Oviedo       | Universidad de Chile | 8     |

## Entrenadores
|  |  |  |  |  |  |